# 李虎臣

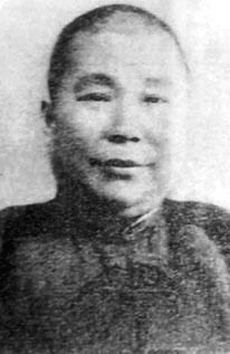

李虎臣（1889年—1954年），原名秉信，字实生，后改名云龙，字虎臣，以字行。陕西临潼房村（今属西安市阎良区） 人。原为刀客，后来为中华民国军事将领。

## 生平

### 刀客和军官
1889年，李虎臣生于一个贫穷的家庭，13岁起给财主家扛活。1911年辛亥革命爆发，李虎臣闻讯后痛打财主，然后跑到西安投秦陇复汉军，在兵马都督张云山的卫队充任亲兵，随张云山参加了陕西辛亥革命期间的西路作战。1912年春，他离开部队，回到家乡，和扛长工时的伙伴张凤鸣、南成祥、丁增华等组织刀客队伍，后成为“渭北十八娃造反”中实力最强的农民武装。
1916年，陈树藩任陕西督军，将郭坚的陕西游击军改编为全省警备军。“渭北十八娃”中的林茂森参加警备军，任第六营营长。李虎臣遂率部加入林茂森营，任营副，驻彬县。同年秋，李虎臣回临潼探亲期间，林茂森因部队发生内讧而被部下杀害。李虎臣随即回到部队，被推为第六营营长。不久，陈树藩派郭金榜部攻彬县试图消灭李虎臣营，结果郭金榜失败。此时有人向郭坚称，是李虎臣策划害死了林茂森。李虎臣因惧怕被暗算，遂率全营离开彬县，向东投胡景翼，任胡景翼部第四营营长，驻临潼县关山、武屯、康桥（今均属西安市阎良区）一带。

### 三原起义之后
1918年初， 陕西靖国军兴起。李虎臣率部参加了1918年1月25日张义安、董振五、邓宝珊等领导的三原起义， 任靖国军右翼胡景翼部步兵第二团团长。2月，他作为右翼先锋，随第二游击司令张义安讨伐陈树藩，后和张义安一同说降了陈树藩部团长樊钟秀。此后陈树藩因处于劣势，以陕西省长之位诱得刘镇华率镇嵩军前来支援。李虎臣退兵防守临潼县渭北地区。4月下旬，陈树藩在镇嵩军的配合下，向靖国军发起进攻。李虎臣在关山西南迎击，还增援介坊和青寺的靖国军杨虎城、王祥生部。陈树藩部被迫撤退。 4月25日，李虎臣部攻下陈树藩军的阵地固市镇，生擒了陈树藩军的营长刘登科，在关山战役中取得胜利。 8月，于右任就任陕西靖国军总司令，靖国军整编为六路，李虎臣任胡景翼所率第四路的第四支队司令。 1921年8月，冯玉祥督陕西，胡景翼部被收编为陕西陆军第一师，李虎臣部成为该师第一团。

### 直奉战争
1922年第一次直奉战争爆发，冯玉祥通电讨奉。李虎臣率部随冯玉祥、胡景翼东出潼关。冯玉祥军击败赵倜军后，胡景翼师驻彰德（今安阳）。1924年，第二次直奉战争爆发，李虎臣和胡景翼密议联合冯玉祥、孙岳举行起义，推翻直系的统治。10月22日，冯玉祥、胡景翼、孙岳等发动北京政变。李虎臣率部在丰台、通州一线布防。国民军成立后，李虎臣任胡景翼所率的国民军第二军的第十师师长，并被孙中山授予少将军衔。他随即随胡景翼到河南。1925年2月，胡憨之战爆发。李虎臣率部在河南巩县黑石关击败镇嵩军，憨玉琨兵败自杀。此后，李虎臣率部驻防豫西陕州、灵宝一带。
1925年5月， 陕西掀起驱逐陕西军务督办吴新田的运动，并派代表到河南邀国民军入潼关。7月，李虎臣部和国民军第三军孙岳部入陕西威胁西安， 吴新田逃走。8月，北京政府任命孙岳为陕西军务督办，李虎臣为陕西军务帮办。12月，孙岳离开陕西。1926年1月9日，临时执政段祺瑞调孙岳为直隶军务督办，任命李虎臣为陕西军务督办。
与此同时，吴佩孚、张作霖全面进攻国民军。胡景翼于1925年病逝后，接任的国民军第二军军长岳维峻在鲁西南作战失利，后来在豫西接近全军覆没。李虎臣奉命驰援，于同年2月任国民軍第二軍第10師師長，但也在豫西遭到失败，于1926年春只身自山西回到陕西。

### 二虎守长安
镇嵩军的刘镇华被吴佩孚任为讨贼联军陕甘军总司令，率部在吴佩孚、阎锡山的支援和陕军叛变将领麻振武等接应下入陕西，企图夺取西安。3月27日李虎臣回到西安，3月29日他赴三原召集杨虎城、田玉洁、卫定一、邓宝珊等开军事会议，决定李虎臣辞去陕西军务督办职务并通电下野，推陕西军务帮办兼陕北镇守使井岳秀“维持全省治安”，并守“中立”，企图通过让步换取刘镇华放弃进入陕西。但刘镇华并未理会，而是限令李虎臣部于4月13日撤出西安。4月12日，刘镇华军推进到西安城外，4月17日对西安形成南北东三面包围，5月15日将西安四面包围。西安守军最初只有李虎臣部以及国民军第二军第十二混成旅卫定一部两个团，人数不到五千人。后来李虎臣派人到三原和国民军第三军第三师师长杨虎城商量。在中国共产党党员魏野畴的参与下，他们决定坚守西安、 三原、咸阳等地。4月18日，杨虎城率所部五千人开入西安。“二虎守长安”开始。
守卫西安的军事将领于5月19日举行会议，决定守军改称陕军，取消国民军第二、第三军番号。会议推李虎臣为陕军总司令兼第一师师长；杨虎城、田玉洁为副司令，并分别兼任第三、 第二师师长；邓宝珊为指挥；卫定一为副指挥兼第四师师长。5月20日，他们宣布就职，并任命李虎臣部卫队团团长史铸兼西安城防司令；李虎臣部旅长丁增华为军警联合督察处处长，杨虎城部旅长姬汇伯为副处长。守城期间，李虎臣和杨虎城一度同住广仁寺。由于被围困八个月，城内物资奇缺，粮食不足，饥荒严重，死伤无数。11月，国民联军抵达西安城外，李虎臣和杨虎城率部出城反击，镇嵩军溃逃，11月28日西安解围。12月初，李虎臣和杨虎城等人率部将刘镇华部驱逐出陕西。

### 从反冯到反蒋
1927年春，国民联军改编为国民革命军第二集团军，参加北伐，冯玉祥任总司令。1927年（民国16年）6月，李虎臣任国民革命軍西北軍（第二集团軍南路軍）第八路总司令，第八路辖四个师，驻周至、户县、商洛一带休整。7月，冯玉祥促成宁汉合流后，解散了国民革命军第二集团军驻陕总司令部，和原陕军的矛盾加深。10月，陕军将领在三原开会，推举岳维峻为总司令，冯子明为渭河以北总指挥，李虎臣为渭河以南总指挥，以反对冯玉祥。冯玉祥部宋哲元进攻陕军并占领三原，渭北反冯战争以失败告终。1928年5月上旬，李虎臣和胡景通、耿庄、段懋功等部再次发动反冯战争，后来又告失败，便于1928年12月将余部交第三师师长姜宏谟指挥，自己举家迁居上海。
1929年陕西发生严重旱灾，在上海的陕西人组成以焦子静、李虎臣等为委员的赈灾会。1930年，他任国民革命军新编第三师师长，驻湖北沙市。此後，随着裁军，1930年（民国19年）他改任第34師副師長。1931年（民国20年），他重任新編第3師師長。因为不愿进攻湘鄂西苏区和中国工农红军作战，他借故王俊杰旅兵变而通电下野。蒋介石将李虎臣旧部缩编为一个旅，后又密令汤恩伯收编了李虎臣最后的部队。后来李虎臣任国民政府军事参议院参议。他曾经在上海、天津、汉口等地居住。1935年，李虎臣回到家乡。
1936年西安事变时，适逢二虎守长安十周年，李虎臣受杨虎城邀请到西安，参与商议重要决策。1937年，杨虎城被迫辞职出国考察，李虎臣亲自将杨虎城送到上海。杨虎城送给李虎臣两万元，为李虎臣在西安员家巷购买了一所住宅。抗日战争期间，李虎臣曾任陕西省第一、二届临时参议会参议员、国民政府顾问等职务。1940年，李虎臣回家乡临潼居住，在家乡捐资兴建了新兴堡云兴高级小学和房村高级小学。 1946年5月，国民政府授予他陆军中将銜，并授胜利勋章。
第二次国共内战时期，他和杜斌丞、成柏仁等进步人士交往密切，支持创办《秦风·工商日报联合版》。1948年，他被胡宗南任命为陕西省自卫总团司令，但他拒不就任。胡宗南溃逃时，曾派人到李虎臣在西安的住宅，图谋将李虎臣用飞机劫走，李虎臣闻讯躲避到临潼。
中华人民共和国成立后，李虎臣任西安市第二、第三届各界人民代表会议协商委员会委员。
1954年，李虎臣病逝于西安。享年65岁。